# Покрајина Барселона
Покрајина Барселона (кат. Província de Barcelona) је шпанска покрајина која се налази на североистоку земље и део је аутономне заједнице Каталоније. Главни град је Барселона, уједно и главни град Каталоније.
Дата покрајина се простире на 7.733 km² и има око 5.523.784 становника по подацима из 2014. г.

## Положај
Покрајина Барселона се граничи са:
- север — Покрајина Ђирона,
- исток — Средоземно море,
- југ — Покрајина Тарагона,
- запад — Покрајина Љеида.

## Природни услови
Дата покрајина се налази у средишњем делу Каталоније. Нижу половину покрајине на југу и истоку чини неколико мањих приморских равница, од којих је најзначајнија долина реке Љобрегат. На северу се издиже средишње горје Каталоније.

## Становништво
По последњим проценама из 2007. године у покрајини Барселона живи више од 5,3 милиона становника. Густина насељености је преко 700 ст/km². Преко 80% становништва живи у урбаном подручју Барселоне.
Поред претежног каталонског становништва у округу живи и доста досељеника из свих делова света.
Главни град је Барселона, где живи нешто мање од трећине целокупног становништва покрајине.
Као и у другим покрајинама аутономне заједнице Каталоније, и у покрајини Барселона се говоре каталонски и шпански (кастиљански) језик.

## Окрузи
Покрајина је састављена од 11 округа. То су:
| Округ            | Површина | Број становника       | Густина насељености | Број општина | Главни град            |
| ---------------- | -------- | --------------------- | ------------------- | ------------ | ---------------------- |
| Алт Пенедес      | 592,77   | 89.444 становника.    | 151 ст/km²          | 43           | Виљафранка де Пенедес  |
| Аноја            | 866,6    | 101.748 становника.   | 117 ст/km²          | 33           | Игуалада               |
| Бађес            | 1.295,2  | 165.123 становника.   | 127 ст/km²          | 35           | Манреса                |
| Баиш Љобрегат    | 486,5    | 692.892 становника.   | 1.424 ст/km²        | 30           | Сант Фелиу де Љобрегат |
| Берселонес       | 145,54   | 2.093.670 становника. | 14.386 ст/km²       | 5            | Барселона              |
| Берђеда          | 1.182,46 | 39.224 становника.    | 33 ст/km²           | 31           | Берга                  |
| Гараф            | 184,10   | 122.229 становника.   | 667 ст/km²          | 6            | Виљанова и Ђелтру      |
| Маресме          | 396,9    | 356.545 становника.   | 898 ст/km²          | 30           | Матаро                 |
| Осона            | 1.260,12 | 138.630 становника.   | 110 ст/km²          | 51           | Вик                    |
| Ваљес Оксидентал | 583,17   | 736.382 становника.   | 1.399 ст/km²        | 23           | Сабадељ Тараса         |
| Ваљес Оријентал  | 851.9    | 321,431 становника.   | 377 ст/km²          | 43           | Гранољерс              |

## Већи градови
- Барселона (1.605.602 ст.)
- Оспиталет де Љобрегат (248.150 ст.)
- Бадалона (221.520 ст.)
- Сабадељ (200.545 ст.)
- Тараса (199.817 ст.)
- Санта Колома де Граманет (119.056 ст.)
- Матаро (118.748 ст.)
- Корнеља де Љобрегат (84.289 ст.)
- Сант Бои де Љобрегат (81.368 ст.)
- Сант Кугат дел Ваљес (73.774 ст.)
- Манреса (71.772 ст.)
- Руби (70.006 ст.)
- Прат де Љобрегат (63.069 ст.)
- Виљануева и Ђелтру (62.826 ст.)
- Виладеканс (61.168 ст.)
- Гранољерс (58.940 ст.)
- Кастељдефелс (58.663 ст.)
- Сардањола дел Ваљес (57.959 ст.)
- Мољет дел Ваљес (51.713 ст.)
- Есплугес де Љобрегат (46.286 ст.)